# トンパ文字
トンパ文字（トンパもじ）またはトンバ文字（トンバもじ、中国語: 東巴文）とは、中国のチベット東部や雲南省北部に住む少数民族の一つナシ族に伝わる、象形文字の一種である。ナシ語の表記に用い、異体字を除くと約1,400の単字からなり、語彙は豊富である。現在、世界で唯一の「生きた象形文字」とされる。
2003年、ユネスコが主催する世界記録遺産にも登録された。

## 概要
ナシ族の中でもごく少数の「トンバ」と呼ばれる司祭によってのみ受け継がれている文字である。中国語での音訳は「東巴（Dōngbā）」。
トンバ同士の間で代々継承されてきたため、社会全体での標準化がなされておらず、異体字も多い。また、口語をそのまま書き記すものではなく、内容も宗教や伝承に関するものが多いため、真の意味で理解するのはとても難しいとされる。主に毛筆で書かれる。世界の文字の中でも唯一色によって意味を変えうる文字であり、黄色はお金、黒は悪などの意味合いをつけて字の意味を広げていく。
絵文字に近い独特の象形文字で、単字の構造は古代中国の甲骨文字に類似する点もあるが、文字に込められた民族的な意味合いなどは同じ意味の文字でも異なる場合が多い。たとえば、「天」を表す文字の場合、甲骨文字の天は下界とは切り離されたものであり、いかなる感情も持たないとされている。しかし、トンパ文字の天は、優しく力強く世界を覆うといった意味を持っている。
トンパ文字の「女」は同時に「大きい」という意味を持ち、「男」は同時に「小さい」という意味を持つ。このような重層的な意味を持つ文字の存在は、トンパ文字が単なる記号体系でなく、深い文化的な意味や視点を反映していることを示している。これはナシ族文化が伝統的に母系社会であることに由来する。
漢字のように、複数の部品を組み合わせて会意字を作ったり、音を表す部品を付記したりする構成法も用いられるが、漢字のように明確な部首を持つまでには発展していない。また、象形文字を作りにくい形容詞などは、他の同音の文字で代用することが多くの文字で行われている。
ナシ族の活動範囲で特に重要な地名やナシ族と古来から交流のある民族などには独自の文字が作られている。麗江・玉龍雪山・金沙江などは独自の文字を持つ地名である。
トンパ文字で作成された古代ナシ族の百科事典ともいえる宗教典籍『トンバ経』が残されており、2003年にはユネスコの世界の記憶事業に登録され、デジタル保存が進められている。

## 麗江周辺での使用
麗江は世界遺産に登録されたあと、中国内外から多くの観光客を集める観光地になっているが、トンパ文字は商店や道標に中国語（漢字）とともに併用され、ナシ族地域であることを強調するために使用されている。ただし、これは地元のナシ族のために併記されているのではなく、あくまで「旅情を高めるため」の観光的な使用である。ひとつの漢字にひとつのトンパ文字の対照表があり、それにより機械的に変換されているだけのことが多い。現在ではナシ族でもトンパ文字を使いこなせる人は少なく、普段は中国語・漢字を使用する。

## 日本での利用
20世紀の終わりに日本でも紹介され、キリンビバレッジ「日本茶玄米」のパッケージデザインに採用されたことで話題となった。
以下は超漢字に収録されているトンパ文字の一部である。TRONコードにてコードポイントが定義されている。
|         | 0 | 1 | 2 | 3 | 4 | 5 | 6 | 7 | 8 | 9 | A | B | C | D | E | F |
| ------- | - | - | - | - | - | - | - | - | - | - | - | - | - | - | - | - |
| 10-2120 |   |   |   |   |   |   |   |   |   |   |   |   |   |   |   |   |
| 10-2130 |   |   |   |   |   |   |   |   |   |   |   |   |   |   |   |   |

## 関連文献
- 王超鷹『トンパ文字―生きているもう1つの象形文字』マール社、1996年4月。ISBN 4-83730-414-1。

価格1,223円（約1,200文字が収録されている。トンパ文字やナシ族、麗江に関する読み物もある）
- 和品正 (2004). 東巴常用字典. 雲南美術出版社. ISBN 7-80695-168-7

価格18元（1,000文字が中国語と英語で解説されている。日本でも中国図書を扱う書店やインターネットの図書販売サイトで手配が可能なところもある）